# Tim Cooney
Pour les articles homonymes, voir Cooney.
Timothy Manus Cooney (né le 19 décembre 1990 à Collegeville, Pennsylvanie, États-Unis) est un lanceur gaucher des Cardinals de Saint-Louis de la Ligue majeure de baseball.

## Carrière
Joueur des Demon Deacons de l'université de Wake Forest, Tim Cooney est repêché au 3e tour de sélection par les Cardinals de Saint-Louis en 2012.
Il fait ses débuts dans le baseball majeur avec Saint-Louis le 30 avril 2015 contre les Phillies de Philadelphie. Malgré la victoire éventuelle de 9-3 de son club, Cooney donne aux Phillies trois points sur 7 coups sûrs et un but-sur-balles en seulement deux manches et un tiers lancées, la plus brève sortie par un lanceur partant des Cardinals à son premier match dans les majeures depuis Donovan Osborne en 1992.